# انور ماریچ
انور ماریچ (انگلیسی: Enver Marić؛ زادهٔ ۱۶ آوریل ۱۹۴۸) بازیکن و مربی فوتبال اهل یوگسلاوی بود.
از باشگاه‌هایی که در آن بازی کرده‌است می‌توان به باشگاه فوتبال شالکه ۰۴ اشاره کرد.
وی همچنین در تیم ملی فوتبال یوگسلاوی بازی کرده‌است.